# Поэзия ирландских бардов
Поэзия ирландских бардов существовала в устном виде, а также в виде многочисленных манускриптов на среднеирландском и новоирландском языках, но очень немногие из них напечатаны.
С раннего средневековья и практически до Нового времени в Ирландии поэзия была занятием только представителей профессиональных наследственных каст — филидов и бардов. Филиды принадлежали к высшему сословию ирландского общества, их жизнь и неприкосновенность находилась под защитой королей. Филиды были носителями и хранителями устоев и традиций ирландского общества: помимо умения слагать стихи и исполнять песни, они должны были также разбираться в ирландских законах и обычаях. По уровню мастерства филиды делились на 7 разрядов — чем выше был разряд филида, тем более сложные стихи он мог разучивать и исполнять. Обучение филидов длилось 12 лет.
Ирландские барды обладали более низким социальным статусом, чем филиды. Они не имели права самостоятельно сочинять поэтические пророчества, предания и т. д., но могли по договорённости с филидами читать стихи последних. После колонизации Ирландии сначала норманнами, а впоследствии — англичанами, ирландские барды собирали старые саги, легенды и предания, пересказывали их более простым языком.
Образование бардов осуществлялось в специальных школах Ирландии и гэльской части Шотландии, где они существовали примерно до середины XVII века, или, в Шотландии, до начала XVIII века.
Наиболее известные ирландские барды — Амергин, Мак Нами, Миредах О’Дали по прозвищу Шотландец, Фар Флата О’Гнив, Магон О’Хифернан, Эохайд О’Хогуса и другие.

## Примеры поэзии бардов
Миредах Шотландец
СТАЛЬ-ПОДРУГА

Сталь упруга, прилегла

ты, подруга, у бедра,

мне мила — и да живёт

тот, с кем ты была вчера!

Княжий дар, ты не бедна,

не бледна и не груба —

что мне кубки, что щиты —

ты, голубка, голуба.

Обечайкой золотой,

примечай-ка, оплетен,

гнутый, словно бровь, дугой,

дорогой покров ножон.

Ладна ручка, статен стан,

он приятен мне и мил,—

рыжекудрый мудрый князь

нашу связь благословил.

Ты лежишь на ложе сна,

ложесна твои чисты,

золотые две косы

у красы для красоты.

Как юница с юга, ты,

чаровница, сложена,

сталь клинка — мой верный нож,

льнешь ко мне ты, как жена.

Донха Карбах — друг певцам,

платит нам — ему не жаль:

златовласый воин-пес

мне поднес подругу-сталь.

Рыжий ражий Мал Руни,

княжий резчик и коваль,—

на тебе его клеймо,

как вино и кровь, о сталь!

(перевод В.Тихомирова).